# Sven Bømwøllen
Sven Bømwøllen ist eine PC-Spielereihe, die von Phenomedia entwickelt wurde. Der gleichnamige erste Teil erschien im Jahr 2002.
Ziel des Spiels ist es, mit einem schwarz-braunen Schaf namens Sven die weißen Schafe der Herde zu bespringen. In den folgenden Jahren wurden noch weitere Auskopplungen des Spiels veröffentlicht, die allesamt eine Altersfreigabe ab 12 Jahren haben, dazu verschiedene Kompilationen.

## Versionen

### Sven Bømwøllen (April 2002)
Die erste Arcade-Version von Sven Bømwøllen wurde am 18. Februar 2002 zunächst als kostenloser Download über bild.de veröffentlicht. Im Spiel geht es darum, in 90 Sekunden alle weißen Schafe der Herde zu bespringen. Dies wollen allerdings Schäfer Lars Einnicken und sein Hund Wøtan verhindern. Über den Schafen befindet sich eine Anzeige in Form einer Sonne und einer wechselnden Anzahl von Wolken, die die Laune der Schafe bekannt gibt. Sinkt diese zu sehr ab, wird das Schaf wütend und tritt Sven bei Kontakt zwischen die Beine. Vom Spiel gibt es eine kostenlose Variante sowie zwei erweiterte Versionen mit mehr Leveln. Nach Ablauf der Zeit tauchen Außerirdische auf und Beamen ein Schaf nach dem anderen weg. Zwischendurch ist es möglich sich von den Aliens wegbeamen zu lassen, um so etwas außerirdische Geschwindigkeit zum Bespringen der Schafe zu erlangen. Ebenfalls ist es möglich den Hund als Schaf zu betrachten.
Bild.de nutzte die Exklusivrechte für die Downloadversion wie zuvor bei Moorhuhn 3 um die Reichweite seiner Seite zu vergrößern und neue Nutzer anzulocken. Binnen einer Woche wurden nach Angaben von Phenomedia 900.000 Kopien des Spiels heruntergeladen. Ende März veröffentlichte Phenomedia in Zusammenarbeit mit ak tronic eine kostenpflichtige, erweiterte Handelsversion. Diese stieg zu Anfang April auf Platz 1 der deutschen Spieleverkaufscharts im Segment bis 28 € ein. Phenomedia hoffte auf einen erfolgreichen Nachfolger seiner Moorhuhn-Spiele, dessen Einnahmen allmählich zurückgingen. Daneben waren zwei Phenomedia-Manager ins Visier von Untersuchungen der Staatsanwaltschaft Bochum wegen des Verdachts auf Bilanzfälschung geraten, was zu einem deutlichen Wertverlust der Unternehmensaktie geführt hatte. Am 15. Mai meldete die Phenomedia AG in Folge des Bilanzskandals Insolvenz an. Der Verband der Unterhaltungssoftware Deutschland vergab im November 2002 einen Sales Award in Gold für den Verkauf von mehr als 100.000 Einheiten innerhalb von zwölf Monaten. Im Rahmen des Insolvenzprozesses wurde das Spielegeschäft der Phenomedia mit den Marken Moorhuhn und Sven Bømwøllen von ak tronic und Finanzinvestoren übernommen und in die Phenomedia Publishing GmbH überführt.

### Sven Zwø (Dezember 2002)
Das Spielprinzip ist dasselbe wie beim Vorgänger geblieben, aber es gibt einige Neuerungen: Lars’ Nichte Brømse macht jetzt auch Jagd auf Sven. Zwar schadet der Kontakt nicht dem Leben, dafür verliert der Spieler 20 Sekunden wertvolle Spielzeit. Zwischendurch erscheinen die Außerirdischen in Person und versuchen Sven und die anderen Schafe zu untersuchen.

### Sven XXX (Dezember 2003)
In der 3. Arcade-Version der Reihe gibt es einige Neuerungen. Nun können zwei Spieler im Multiplayer-Modus Sven und seinen Klon spielen. Außerdem wurden viele neue Plätze hinzugefügt, wie zum Beispiel das Kino, der Nordpol, Schrebergärten und der Planet der Aliens. Als kleines Bonbon gibt es Extralevel, in denen der Spieler Brømse, Lars oder einen Alien spielen kann.

### Sven 004 (September 2004)
Sven 004 ist eine weitere Arcade-Version von Sven Bømwøllen. Das alte Spielsystem wird beibehalten, doch es gibt einige Änderungen: Sven kann jetzt mit auf einen Rasenmäher steigen und damit durch die Gegend fahren. Aus Löchern im Boden schauen Frettchen, die von Sven mehr oder weniger besprungen werden können. Außerdem gibt es ein paar neue Feinde, wie zum Beispiel den Jäger.

### Sven kommt!!! (September 2005)
Sven kommt!!! ist das erste Jump-’n’-Run-Spiel der Reihe und komplett in 3D animiert. Der Spieler muss durch 30 unterschiedliche Level spielen und dabei wie auch in den Vorgängern Schafe bespringen. Als Boni gibt es Münzen, Bonbons (wirken auf Highscore), Geschenke (Zeitbonus), Aphrodisiakum (verbessert die Laune der Schafe, an denen man vorbeikommt), Herzen (verbessert die Laune aller Schafe), Magic Mushrom und Blitze (Sven bewegt sich temporär langsamer oder schneller).

### Sven Gut zu Vögeln (August 2006)
Sven Gut zu Vögeln ist das zweite Jump-’n’-Run-Spiel der Reihe. Es gibt 30 verschiedene Level, die in jeweils zwei Unterlevel unterteilt sind. Außerdem gibt es neue Gegner, wie zum Beispiel der Hund Tøle, der Wolf Fred und die Wespe. Als Neuheit können die ersten beiden mit Äpfeln bzw. Kokosnüssen durch einen Wurf betäubt und dann auch besprungen werden.

### Mach’s noch einmal, Sven (Februar 2007)
Mach’s noch einmal, Sven ist wieder eine Arcadeversion des Spiels, doch diesmal auch in 3D. Wie in den anderen Versionen auch geht es hauptsächlich darum, mit dem Bock die Schafe zu bespringen. Diesmal kann dazu auch das Wetter genutzt werden (z. B. macht Sonnenuntergang die Schafe romantischer). Der Spieler kann diesmal durch 50 Level spielen, das sind 20 mehr als bei den Vorgängerversionen.

### Sven – durchgeknallt (August 2023)
Sven – durchgeknallt ist ähnlich wie das Spiel aus 2007 wieder eine Arcadeversion und orientiert sich dabei vor allen Dingen an dem Original von 2002, welches um einige neue Level und Welten ergänzt. Es ist das erste Spiel, welches nicht nur für PC, sondern auch für Konsolen erschien und weitere Sprachversionen beinhaltet. Außerdem wurde das Spiel erstmals in echtem 3D umgesetzt, während alle vorherigen Teile auf 2D-Grafiken (teils in 3D-Optik) gesetzt hatten. Dadurch sind die Animationen deutlich flüssiger und die Bewegung erfolgt in echten 360°.

## Entwicklungsgeschichte

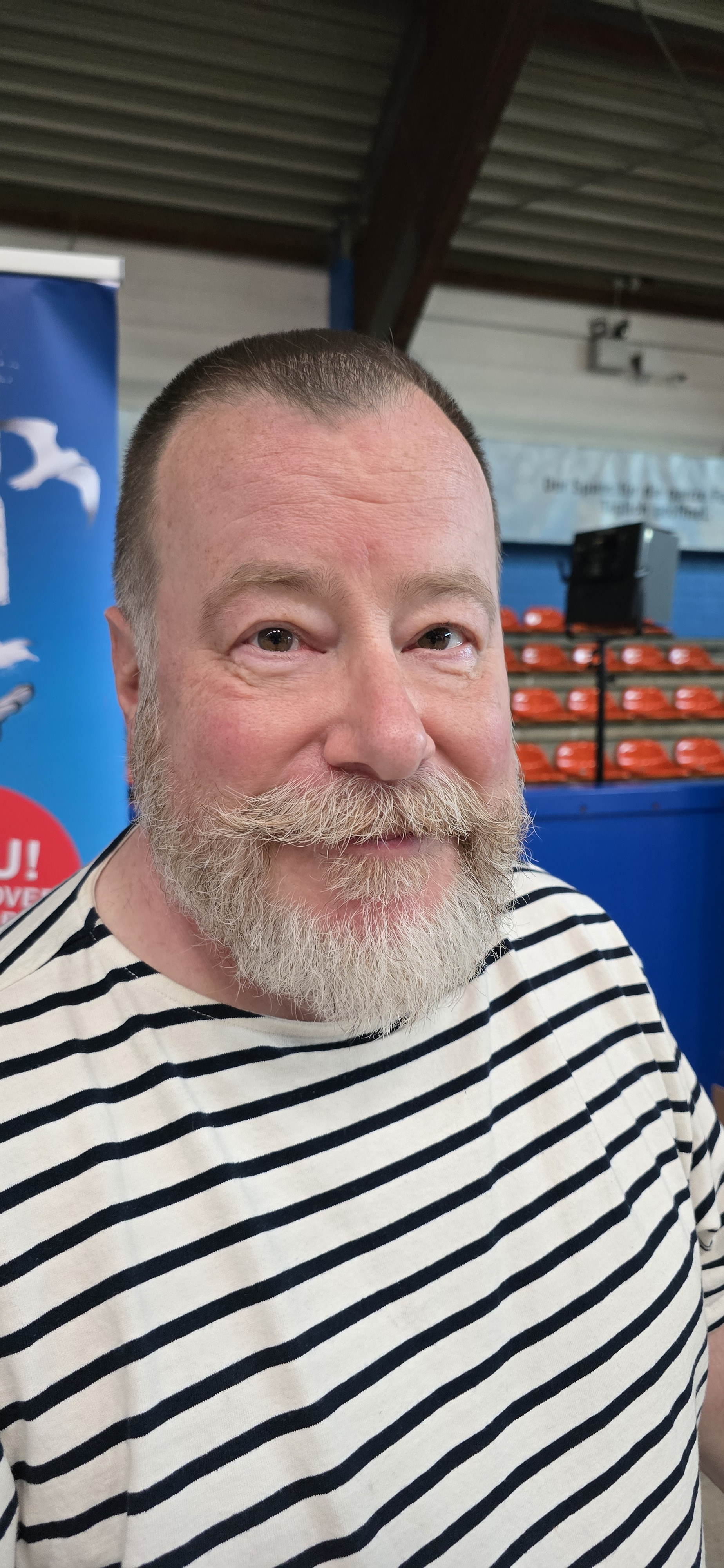
Ralf Marczinczik gilt als Schöpfer von Sven

Als Urvater der Figur Sven Bømwøllen gilt der Grafiker Ralf Marczinczik, der den Charakter 2001 entwarf und Art Director der Reihe war. Marczinczik, der zuvor Grafiken für die Moorhuhn-Reihe und Konzept-Designs für Gothic gemacht hatte, versuchte mit dem Charakter einen Gegenentwurf zum Moorhuhn zu schaffen. Statt Tiere abzuschießen sollte es hier um die Fortpflanzung gehen. Der erste Teil wurde von einem Team aus gerade mal vier Leuten entwickelt. Ab dem zweiten Teil war Piranha-Bytes-Mitgründer Alexander Brüggemann für das Game-Design und die Projektleitung verantwortlich.

## Rezeption
Laut Golem.de verkaufte sich der zweite Teil Sven Zwø XXL innerhalb von zwei Wochen mehr als 100.000 Mal, was trotz des geringen Preises für diese Art von Spiel als großer Erfolg angesehen wurde. Zwar gebe es interessantere Spiele mit mehr Unterhaltungswert, doch für Gelegenheitsspieler biete Sven Zwø dank gelungener Steuerung, akzeptabler Grafik und etwas Abwechslung mehr als man von anderen Billig-Spielen erwarten könne. Auch vom ersten Teil konnte insgesamt mehr als 100.000 Einheiten abgesetzt werden. Laut einem Stern.de-Artikel zum dritten Teil Sven XXX gehört das braune Schaf Sven neben dem Moorhuhn zu den wichtigsten Figuren von Phenomedia. Das Computerspielmagazin PC Games bescheinigte dem vierten Teil Sven 004 XL ein ähnlich „bescheidenes Spielerlebnis wie Moorhuhn“. Bei einem Titel, der vom Hersteller mit fünf neuen Animationen beworben würde, könne man auch nicht viel erwarten. So gab es auch nur in die heutige Wertungsskala übertragene 4 von 10 Punkten. Der Nachfolger fand mit seinem Wechsel in das Jump ’n’ Run bei der Konkurrenz von PC Action sogar noch weniger Anklang. Mit einer Wertung von gerade einmal 12 % komme Sven in einem Wortwitz mit dem Titel (Sven kommt!) dort nur in den Mülleimer.
DLH.Net lobt ihn ihrer Rezension der 2023er-Neuauflage Sven – durchgeknallt die Grafik und Animationen, vermisst aber manches, das das Original liebenswert und abwechslungsreich gemacht habe. Kritisiert wird neben der kurzen Kampagne auch die Performance auf PC, während die Nintendo-Switch-Version umso besser laufe.